# Monte Gradiccioli
Monte Gradiccioli – szczyt w paśmie Prealpi Luganesi, części Alp Zachodnich. Leży w Szwajcarii w kantonie Ticino, blisko granicy z Włochami. Należy do podgrupy Prealpi Varesine. 